# Карави
Карави, още Садина или Садена (на гръцки: Καράβι, катаревуса Καράβιον, Каравион, до 1926 Σάδενα, Садена), е бивше село в Република Гърция, дем Бер, област Централна Македония.

## География
Селото е било разположено в областта Урумлък (Румлуки), на няколко километра южно от Кулура, от което го отделя старото легло на река Бистрица. С изместването на леглото на реката Садина остава на левия бряг.

## История
Александър Синве („Les Grecs de l’Empire Ottoman. Etude Statistique et Ethnographique“) в 1878 година пише, че в Сантина (Santina), Берска епархия, живеят 100 гърци. Според Васил Кънчов („Македония. Етнография и статистика“) в 1900 година Садина е село в Берска каза и в него живеят 75 гърци християни. По данни на секретаря на Българската екзархия Димитър Мишев („La Macédoine et sa Population Chrétienne“) в 1905 година в Садина (Sadina) живеят 70 гърци.
През Балканската война в 1912 година в селото влизат гръцки части и след Междусъюзническата в 1913 година Садина остава в Гърция. Селото в 1918 година става част от община Мелики. В 1922 година в селото са заселени гърци бежанци - 23 семейства със 121 души. В 1926 година е прекръстено на Карави. В 1928 година Карави е смесено местно-бежанско селище с 223 бежански семейства и 93 жители бежанци. Селото е част от община Мелики.
При извършените мелиорации и корекции на коритото на Бистрица след 1933 година, селото се разпада и жителите му се изселват в Мелики.
| Година    | 1913 | 1920 | 1928 | 1940 | 1951 | 1961 | 1971 | 1981 | 1991 | 2001 | 2011 | 2021 |
| --------- | ---- | ---- | ---- | ---- | ---- | ---- | ---- | ---- | ---- | ---- | ---- | ---- |
| Население | 216  | 124  | 170  |      |      |      |      |      |      |      |      |      |